# Alabel
Alabel es una ciudad administrativa de Filipinas, provincia de Sarangani, en la isla sureña de Mindanao.

## Barangays
Alabel esta políticamente subdividida en 4 barangays.
- Alegría
- Bagacay
- Baluntay
- Datal Anggas
- Domolok
- Kawas
- Maribulan
- Pag-Asa
- Paraiso
- Población (Alabel)
- Spring
- Tokawal